# Male GTPaze
Male GTPaze (EC 3.6.5.2) su familija hidrolaza koja vezuje i hidrolizuje guanozin trifosfat (GTP). One su oblik G-proteina nađen u citosolu koji je homologan sa alfa podjedinicom heterotrimernih G proteina, ali za razliku od alfa podjedinica G proteina, male GTPaze mogu da funkcionišu nezavisno kao hidrolaze. Najpoznatiji članovi su , i iz tog razloga se ova familija enzima ponekad naziva Ras superfamilijom GTPaza.
Tipični G-protein je aktivan kada je vezan za GTP i neaktivan kad je vezan za GDP (i.e. kad je GTP hidrolizovan do GDP). GDP može zatim da bude zamenjen slobodnim GTP-om. Na taj način, G-protein može da bude aktivan ili neaktivan. GTP hidroliza je ubrzana aktivirajućim proteinima GTPaza (GAP), dok je GTP razmena katalisana faktorima razmene guanin nukleotida (GEF). Inhibitori disocijacije guanozin nukleotida (GDI) održavaju male GTPaze u neaktivnom stanju.
Male GTPaze regulišu širok niz ćelijskih procesa, kao što su rast, ćelijska diferencijacija, ćelijsko kretanje i transport lipidnih vezikula.

## Ras superfamilija
Poznato je više od sto proteina u Ras superfamiliji. Na osnovu strukture, sekvence i funkcije, Ras superfamilija se deli u osam glavnih familija, svaka od kojih se dalje deli u potfamilije: , , , , , , Rheb,  i Rit.
Svaka potfamilija ima zajednički osnovni G domen, koji omogućava esencijalne GTPazne aktivnosti i razmenu nukleotida. Okružujuća sekvenca pomaže u određivanju funkcionalne specifičnosti male GTPaze, na primer 'umetnuta petlja', karakteristična za Rho potfamiliju, specifično doprinosi vezivanju efektorskih proteina kao što su IQGAP i WASP.
Ras familija je generalno odgovorna za ćelijsku proliferaciju, Rho za ćelijsku morfologiju, Ran za nuklearni transport, i Rab i Arf za transport vezikula.

## Literatura
- Nicholas C. Price; Lewis Stevens (1999). Fundamentals of Enzymology: The Cell and Molecular Biology of Catalytic Proteins (Third изд.). USA: Oxford University Press. ISBN 019850229X.
- Eric J. Toone (2006). Advances in Enzymology and Related Areas of Molecular Biology, Protein Evolution (Volume 75 изд.). Wiley-Interscience. ISBN 0471205036.
- Branden C; Tooze J. Introduction to Protein Structure. New York, NY: Garland Publishing. ISBN 0-8153-2305-0.
- Irwin H. Segel. Enzyme Kinetics: Behavior and Analysis of Rapid Equilibrium and Steady-State Enzyme Systems (Book 44 изд.). Wiley Classics Library. ISBN 0471303097.
- William P. Jencks (1987). Catalysis in Chemistry and Enzymology. Dover Publications. ISBN 0486654605.

1. ↑  Bourne, H.R., Sanders, D.A. and McCormick, F. (1991). „The GTPase superfamily: conserved structure and molecular mechanisms”. Nature. 349: 117—127. PMID 1898771.
2. ↑  Hall, A. (1994). „Small GTP-binding proteins and the regulation of actin cytoskeleton”. Annu. Rev. Cell Biol. 10: 31—54. PMID 7888179.
3. ↑  Geyer, M. & Wittinghofer, A. (1997). „GEFs, GAPs, GDIs and effectors: taking a closer (3D) look at the regulation of Ras-related GTP-binding proteins”. Curr. Opin. Struct. Biol. 7: 786—792. PMID 9434896.
4. ↑  Vitale, N., Moss, J. and Vaughan, M. (1998). „Molecular characterization of the GTPase-activating domain of ADP-ribosylation factor domain protein 1 (ARD1)”. J. Biol. Chem. 273: 2553—2560. PMID 9446556.
5. ↑  Wennerberg K, Rossman KL, Der CJ (2005). „The Ras superfamily at a glance”. J. Cell. Sci. 118 (Pt 5): 843—6. PMID 15731001. doi:10.1242/jcs.01660.
6. ↑  Munemitsu S, Innis M, Clark R, McCormick F, Ullrich A, Polakis P (1990). „Molecular cloning and experssion of a G25K cDNA, the human homolog of the yeast cell cycle gene CDC42”. Mol Cell Biol. 10 (11): 5977—82. ISSN 0270-7306. PMC 361395 . PMID 2122236.

## Spoljašnje veze
- Small+GTPases на 